# Chantier naval de la mer Noire
Le chantier naval de la mer Noire (russe : Черноморский судостроительный завод, ukrainien : Чорноморський суднобудівний завод) est un important chantier naval de la ville de Mykolaïv en Ukraine.

## Histoire
Sa création se fit en 1895 sur la base de capitaux belges et en 1901 sortait son premier navire.
Avec la prise de contrôle par le pouvoir soviétique, il est rebaptisé chantier naval de la mer Noire puis, dans les années trenten du nom de André Marty, communiste français.

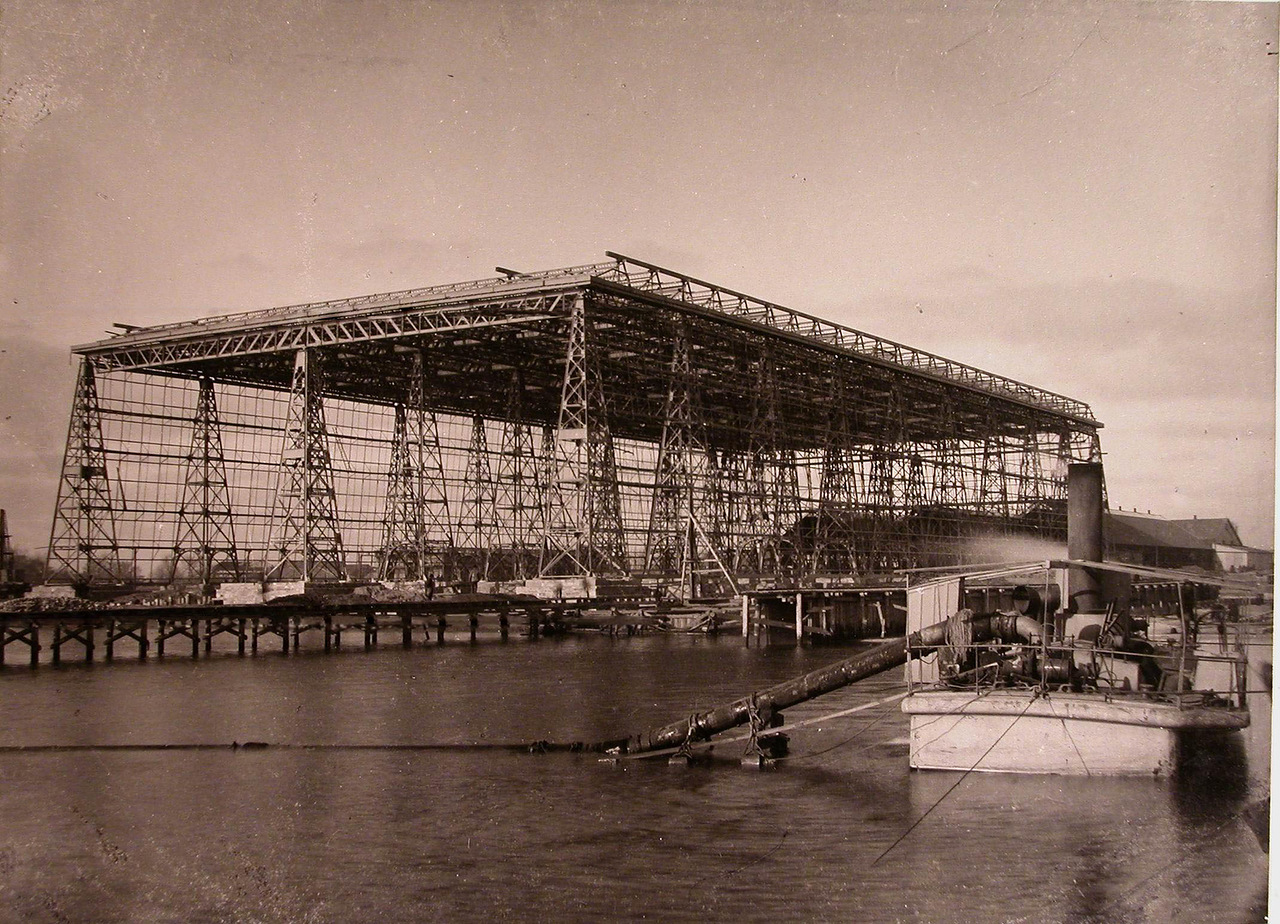
Le chantier.

## Navires construits
Liste non exhaustive :
- sous-marin Crab, 1912 ;
- Evstafii, 1908 ;
- Impératrice Catherine la Grande, 1914 ;
- Révolutionnaire, Jacobin, Décabriste, Classe Dekabrist, 1929 ;
- Bodry, Gnevnyy, Boyky, Classe Gnevny, 1936 ;
- Vorochilov de la Classe Kirov (1936) ;
- Ukraine soviétique de la Classe Sovetski Soyouz, 1938 ;
- Coubichev de la Classe Tchapaïev, 1950 ;
- Stalingrad de la Classe Stalingrad ;
- Classe Kiev le Kiev en 1972, le Minsk en 1975, le Novorossiïsk en 1978 et le Amiral Gorchkov en 1982 ;
- Amiral Kouznetsov, 1985 et le
- Variag, 1988 de la classe Amiral Kouznetvov ;
- Oulianovsk.